# Біреуен (регентство)
Регентство Біреуен (індонез. Kabupaten Bireuen  ) — регентство Ачеха, найзахіднішої провінції Індонезії. Він розташований на острові Суматра. Столиця — Біреуен, 105 миль на схід від столиці провінції Банда-Ачех. Регентство займає площу 1798,25 квадратних кілометрів і має населення 340 271 осіб згідно з переписом 2000 року за переписом 2010 року його населення становило 389 288 осіб, яке зросло до 436 418 за переписом 2020 року. На північному сході узбережжя межує з Малаккською протокою. Біреуен постраждав від зіткнень між 
Рухом за вільний Ачех (GAM) і урядом.
Назва регентства, однак, зазвичай пишеться без діарези на літеру Ë: Kabupaten Bireuen (на аценській мові Ë означає schwa ([ə]) у дифтонгах). Він постраждав від землетрусу в Індійському океані та цунамі 26 грудня 2004 року.

## Адміністративні райони
Регентство адміністративно поділено на сімнадцять округів (кечатамани), наведені нижче в таблиці з їхніми площами та населенням за переписом 2010 року та переписом 2020 року. Таблиця також містить розташування адміністративних центрів районів і кількість сіл (сільських деса та міських келураган) у кожному районі.
| Назва                     | Площа (в км2) | Перепис населення 2010 | Перепис населення 2020 | Адмін центр         | Кількість сел |
| ------------------------- | ------------- | ---------------------- | ---------------------- | ------------------- | ------------- |
| Самаланга                 | 141,42        | 27 209                 | 27 907                 | Самаланга           | 46            |
| Мамплам Джанкшен          | 155,50        | 24 470                 | 27 237                 | Сімпанг Мамплам     | 41            |
| Пандра                    | 114,01        | 7 669                  | 8 806                  | Пандра Канде        | 19            |
| Йеунеб                    | 112,51        | 22 309                 | 25 244                 | Jeunieb             | 43            |
| Peulimbang                | 127,89        | 10 243                 | 12 085                 | Peulimbang          | 22            |
| Пеудада                   | 312,81        | 23 996                 | 27 839                 | Peudada             | 52            |
| Юлі                       | 231,18        | 28 738                 | 33 731                 | Beunyot             | 36            |
| Єумпа                     | 109,14        | 32 189                 | 36 930                 | Blang Bladeh        | 42            |
| Кота Юанг (місто Біреуен) | 16,91         | 44 604                 | 47 670                 | Бандар Біроен       | 23            |
| Куала                     | 17.11         | 16,169                 | 18,731                 | Cot Batee           | 20            |
| Янгка                     | 37,58         | 25 698                 | 28 687                 | Jangka              | 46            |
| Пеусанган                 | 59,08         | 47 494                 | 52 716                 | Матанг Глумпанг Дуа | 69            |
| Південний Пеусанган       | 94,15         | 13 080                 | 14 889                 | Geulanggang Labu    | 21            |
| Пеусанган Сібла Круенг    | 111,57        | 10 447                 | 11 956                 | Lueng Daneuen       | 21            |
| Макмур                    | 71,74         | 13 887                 | 15 656                 | Улі Гле             | 27            |
| Ганда Пура                | 46,95         | 20 881                 | 23 732                 | Geurugok            | 40            |
| Кута Бланг                | 38,70         | 20 205                 | 22 602                 | Kuta Blang          | 41            |
| Усього                    | 1 798,25      | 389 288                | 436 418                | Бандар Біреуен      | 609           |